# Po Saut
Po Saut (?-1693) ou Po Sot ou Po Saot,  en vietnamien: Bà Tranh (婆爭), est le roi du Royaume de Champā de la VIIIe dynastie Cham. Il règne de 1659 à 1692.

## Contexte
Connu des sources vietnamiennes sous le nom de  Bà Tranh (婆爭); il est le dernier souverain indépendant du royaume de Champa.
Po Saut est un fils de  Po Rome. Il est d'origine Churu (peuple) (en), et Rhade et de confession musulmane; en 1685, il demande une copie du  Coran au missionnaire français Ferret qui réside alors au Champa. Le Champa entre en conflit avec le Vietnam lorsque Po Saut se révolte contre les seigneurs Nguyễn en 1692. Peu après le pays est conquis par le général vietnamien Nguyễn Hữu Cảnh, Po Saut capturé est transféré à « Phú Xuân »,  l'actuelle Huế ou Nguyễn Phúc Chu lui accorde son « pardon royal » et où il meurt l'année suivante.